# Куклівщина
Куклівщина (біл. вёска Куклаўшчына) — село в складі Молодечненського району Мінської області, Білорусь. Село підпорядковане Тюрлівській сільській раді, розташоване в західній частині області.